# Liefde in tijden van cholera

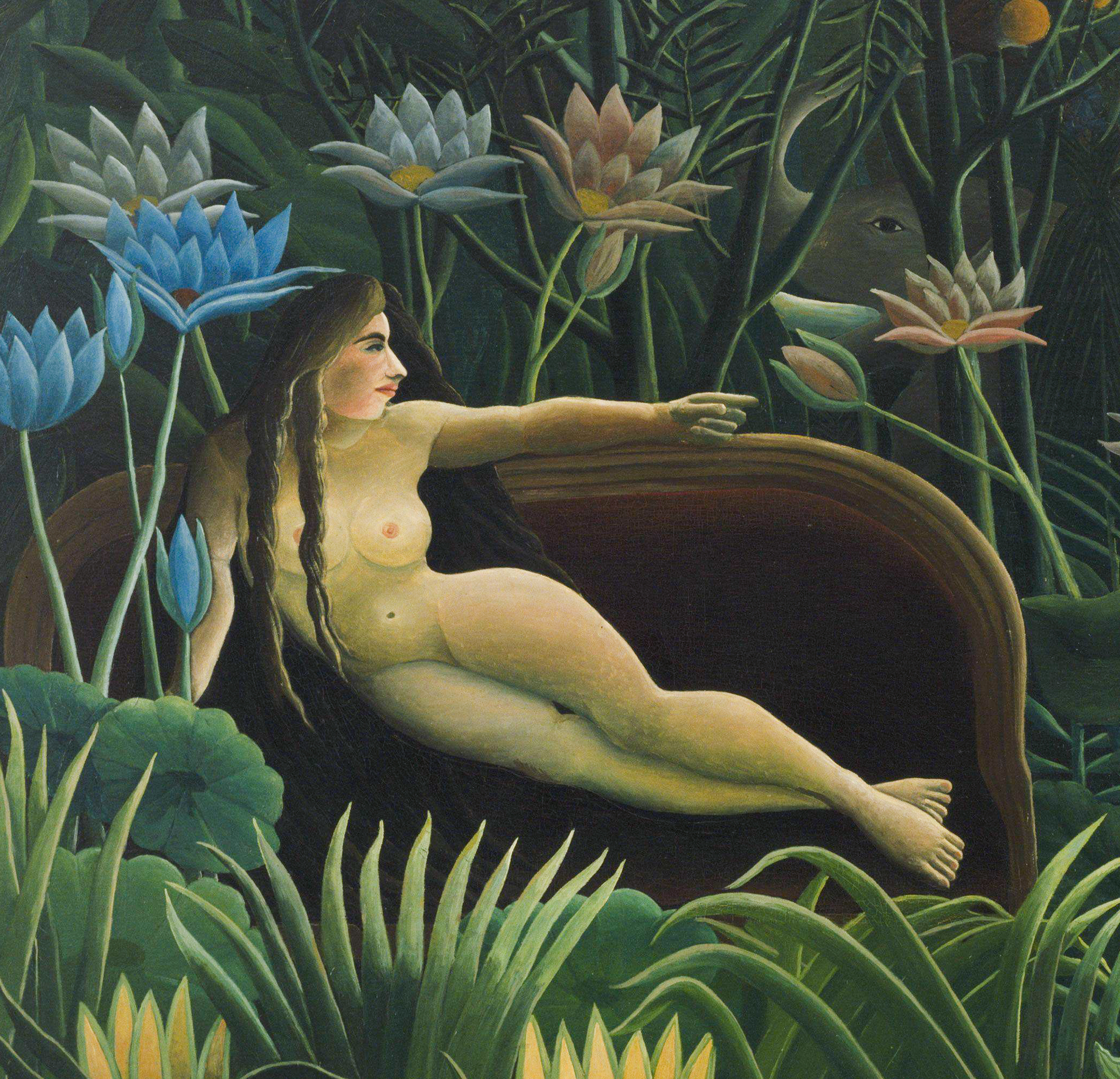
Een deel van het schilderij Le Rêve (de droom) van Henri Rousseau werd als omslag gebruikt op de Nederlandse uitgave van Meulenhoff

Liefde in tijden van cholera (Spaans: El amor en los tiempos del cólera) is een roman van de Colombiaanse Nobelprijswinnaar Gabriel García Márquez die het verhaal vertelt van een man die eenenvijftig jaar, negen maanden en vier dagen wacht om bij de vrouw te zijn van wie hij houdt. Deze periode geldt vanaf het moment dat zij hem – na een eerste platonische liefdesrelatie – afwijst.
Het boek is voor het eerst uitgegeven in 1985 en gaat over een onmogelijke liefde tussen twee mensen, Florentino Ariza en Fermina Daza. Hoofdthema's in het boek zijn liefde, ouderdom en eenzaamheid. De romans Liefde in tijden van cholera, Honderd jaar eenzaamheid en De generaal in zijn labyrint worden algemeen gezien als de belangrijkste werken van Márquez.

## Inhoud
Het belangrijkste vrouwelijke personage in de roman, Fermina Daza, is de spil van het verhaal. Fermina wordt als jonge vrouw van pas 13 jaar bewonderd door Florentino Ariza. Haar tante Escolástica, die na het overlijden van de moeder van Fermina door haar vader in het huishouden is opgenomen, helpt Fermina bij de geheime liefde. Op een gegeven moment ontdekt Lorenzo Daza, de vader van Fermina, de geheime liefde. De tante wordt voorgoed weggestuurd.

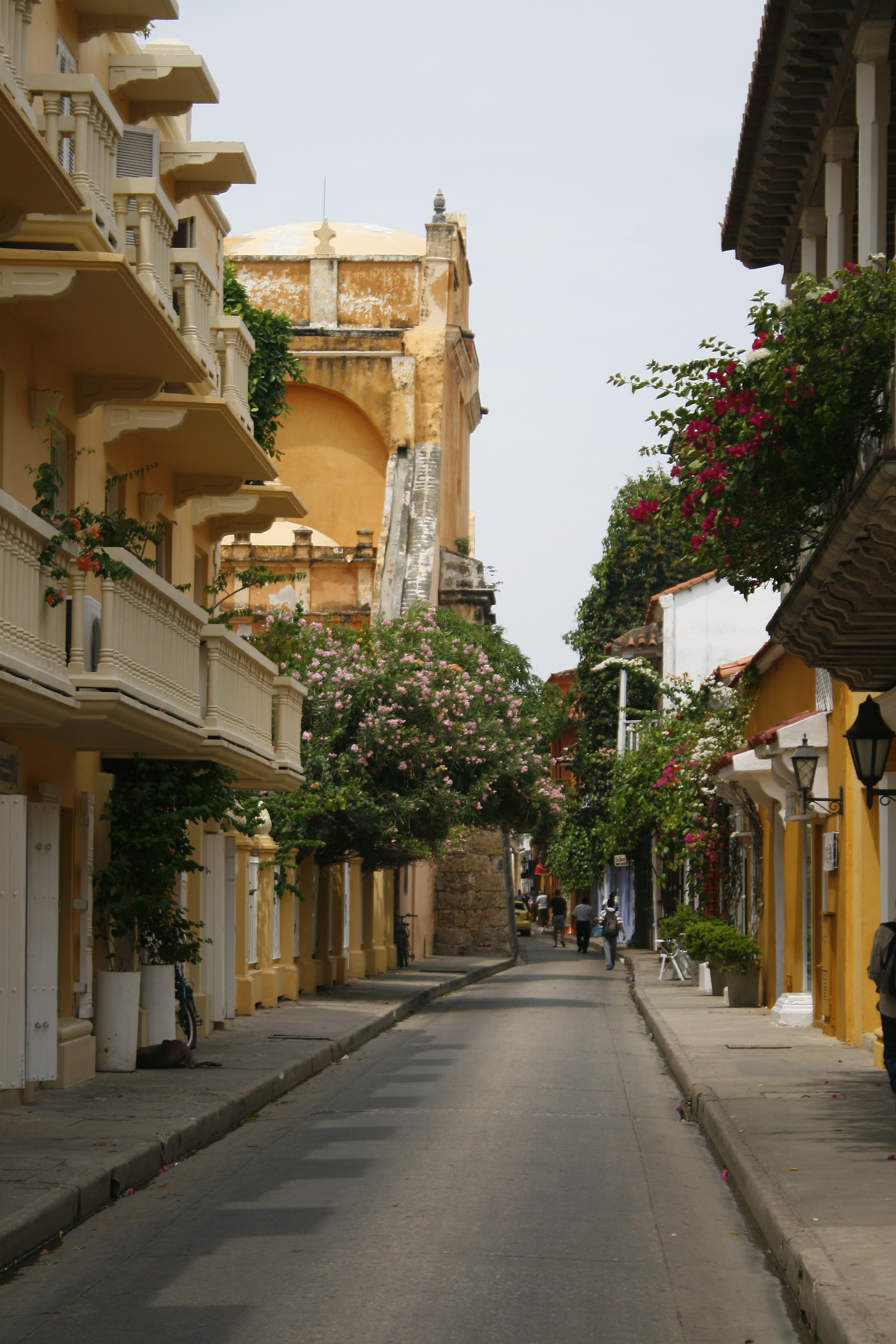
Een straat in een oud deel van Cartagena

Hoewel Fermina dus alleen contact met Florentino heeft via brieven, verdedigt zij haar liefde voor hem ten koste van alles tegenover haar vader, die haar daarop op reis stuurt, naar familieleden, ver weg van haar jeugdliefde. Fermina en Florentino houden contact via telegrammen. Wanneer Fermina terugkeert ziet ze toevallig Florentino, en ze beseft dat ze eigenlijk vreemden voor elkaar zijn. Ze beseft de naïviteit van hun eerste liefdesavontuur en wijst hem af.
Zij huwt daarop Juvenal Urbino, die ze eerst afwees, wanneer ze 21 is, de uiterste datum die ze voor zichzelf had vastgesteld om in het huwelijk te treden. Juvenal Urbino is een ernstige dokter, iemand met een aanzienlijke sociale status en rijkdom die voor haar als huwelijkspartner aantrekkelijker is dan de jonge Florentino Ariza. De dokter is voor haar ook een goede echtgenoot, maar zijn liefde voor Fermina is nooit van de 'verheven aard' zoals de liefde die Florentino voor haar voelt. Florentino zal ook heel zijn leven op haar wachten, ook al beleeft hij intussen tal van oppervlakkige verhoudingen, namelijk 622. Fermina denkt tijdens haar huwelijk vrijwel niet meer aan Florentino.
Haar huwelijk met Urbino heeft zijn ups en downs. Als ze ontdekt dat hij vreemd is gegaan krijgt ze zo een ruzie met hem dat ze, in haar ogen definitief, gaat wonen bij haar nicht. Daar beseft ze dat ze Juvenal Urbino nodig heeft, dat ze hem mist.
Uiteindelijk komt hij haar halen en keert ze terug. Daar beleven ze zo goed en zo kwaad als het kan hun laatste jaren. Uiteindelijk sterft Juvenal Urbino, wat aan het begin van het verhaal al duidelijk is geworden.
Intussen leeft Florentino in dezelfde stad. Hij woont bij zijn moeder en blijft ook na haar overlijden in hetzelfde huis wonen. Dankzij zijn schrijfkunst maakt hij carrière bij de lokale rederij CRM, waar hij uiteindelijk het hoofd van wordt. Hij heeft talloze erotische affaires met vrouwen, maar blijft in zijn innerlijk Fermina altijd trouw.

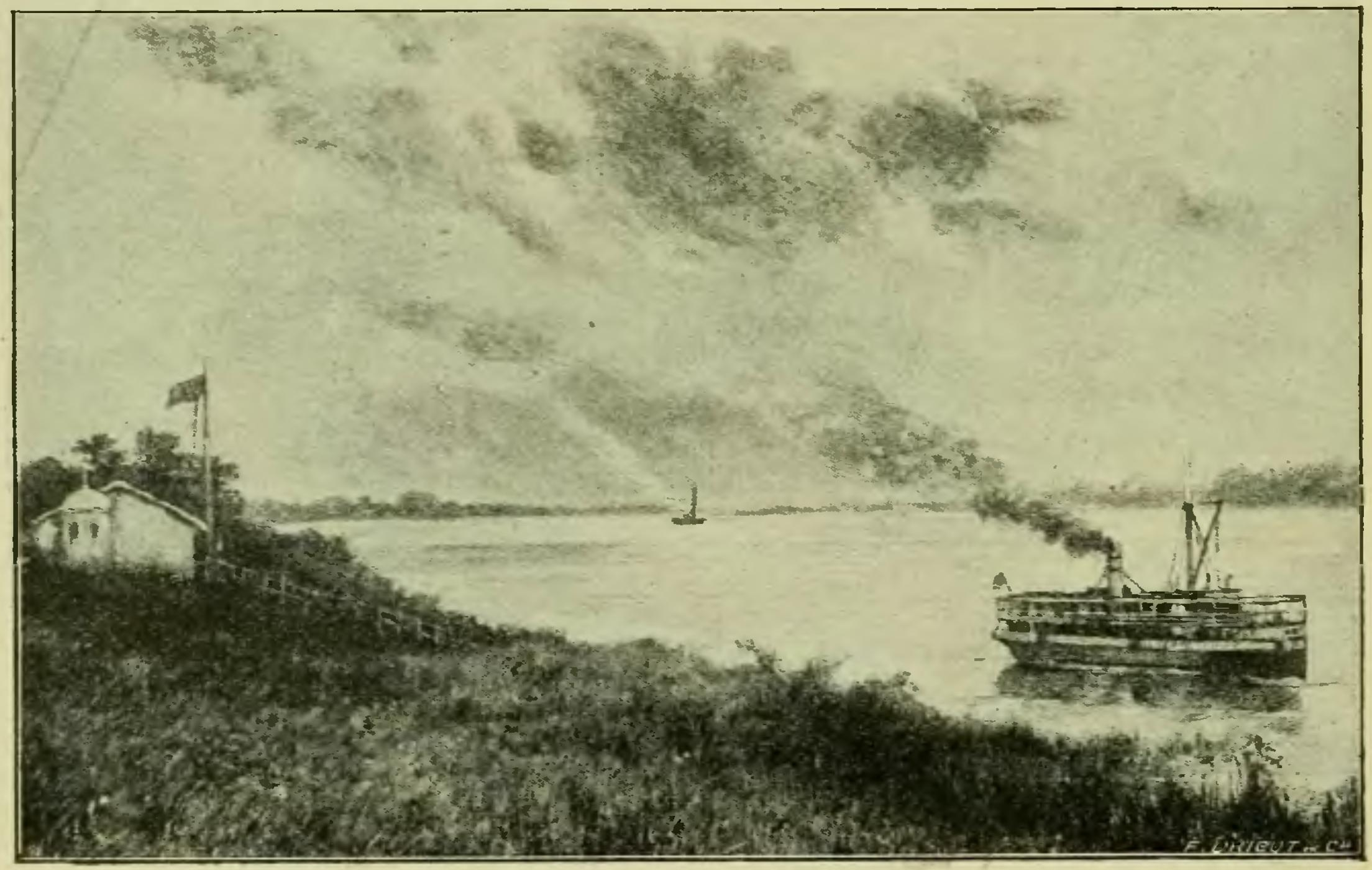
Stoomboot op de Amazone, ca. 1903

Als de echtgenoot van Fermina is overleden, ziet Florentino zijn kans om Fermina terug te winnen, en op de sterfdag gaat hij al om haar hand vragen. Fermina weigert, maar ze beginnen wel weer brieven aan elkaar te schrijven, waar ontmoetingen en later zelfs een romantische bootreis op volgen. Aan het eind van het boek zullen ze in hun oude dag, ze zijn dan al boven de 70, weer samen zijn en hun liefde voor elkaar zal weer openbloeien zoals voorheen. Zelfs de lichamelijke liefde komt in bereik. Ze leven dan niet meer in de stad van hun jeugd, maar blijven heen en weer varen op een boot, over de rivier de Magdalena. De kapitein hijst na overleg met Florentino de gele vlag van de besmetting van cholera, zodat de boot, De nieuwe trouw, in geen enkele haven meer welkom is.

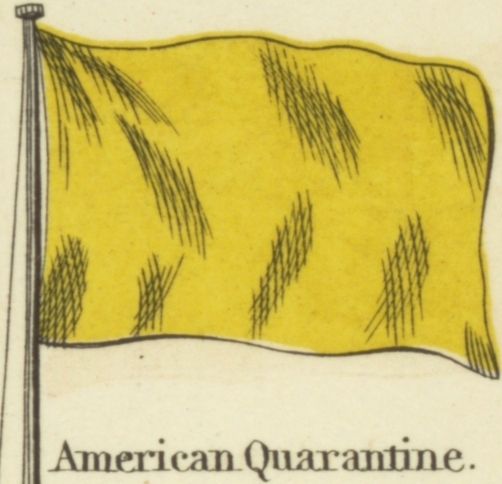
De gele seinvlag, gebaseerd op de letter Q, die in het verleden stond voor quarantaine, om aan te geven dat er op een schip een besmettelijke ziekte heerst.

De ziekte cholera speelt in het boek nog meer een rol op de achtergrond. Juvenal Urbino zet zich als arts in voor een betere hygiëne teneinde de verspreiding van cholera, die overgebracht wordt via uitwerpselen, te bestrijden.

### De hoofdpersonen
Het boek draait om de liefde tussen Fermina Daza en Florentino Ariza. Zij komt in het boek naar voren als een tegenover mannen zeer gereserveerde vrouw. Hoewel van eenvoudige komaf, weet zij zich dankzij de opvoeding door haar vader door te dringen tot de hoogste standen. Zij koopt kleding volgens de mode in Europa en vergezelt haar man, Juvenal Urbino, op al zijn sociale verplichtingen. Daarnaast bestiert zij het huishouden. Femina Daza heeft vooral vriendschappen met allerlei andere vrouwen, die in het boek zijdelings worden beschreven.
Florentino Ariza is op het oog een stijve man, altijd in het zwart gekleed. Hij excelleert in brieven schrijven. Van jongs af aan schrijft hij liefdesbrieven aan Fermina, tot aan haar huwelijk. Daarna schrijft hij in zijn werk vele brieven. Voor mensen die zelf niet kunnen schrijven, schrijft hij ook brieven, vooral liefdesbrieven. Dat doet hij zo goed, dat er in een geval zelfs een huwelijk uit volgt. Hij schreef voor dit paar alle wederzijdse brieven. Als de echtgenoot van Fermina is overleden, begint hij haar weer te schrijven. Hoewel zij eerst heel boos is, wekt hij met zijn brieven weer haar belangstelling op. Daarnaast is Florentino gek op vrouwen, en de meeste vrouwen omgekeerd ook op hem. Hij heeft seksuele contacten met 622 vrouwen, waarvan sommige jarenlang standhouden. Hij is daarbij tegelijkertijd promiscue.

### Overige personen
- Lorenzo Daza – De vader van Fermina Daza's, een eenvoudige drijver van muilezels. Hij wordt rijk, maar blijkt dit fortuin op illegale manier te hebben verkregen.
- Jeremiah de Saint-Amour – Een fotograaf en schaakspeler, vriend van Juvenal Urbina. In het begin van het boek pleegt hij zelfmoord, waarmee de hoofdfiguren worden geïntroduceerd.
- Tante Escolástica – De tante van Fermina Daza.
- Tránsito Ariza – De moeder van Florentino.
- Hildebranda Sánchez – De nicht van Fermina.
- Barbara Lynch – De enige vrouw met wie Urbino een relatie heeft gehad tijdens zijn lange huwelijk met Fermina.
- Leona Cassiani – Een vrouw van eenvoudige komaf, die een platonische relatie heeft met Florentino. Hij bezorgt haar een baan, waarin zij zich sterk ontwikkelt.
- Diego Samaritano – De kapitein van een rivierboot waarop Fermina en Florentino passagieren in het eind van het boek.
- América Vicuña – Een 14-jarig meisje dat aan het eind van het boek bij Florentino intrekt. Zij voelt zich echter afgewezen door Florentino, omdat hij juist tijdens de affaire met haar vertrekt op de bootreis met Fermina Daza, en pleegt zelfmoord.

## Situering
De locatie van het boek wordt niet met name genoemd als bestaande stad. Maar in elk geval speelt het verhaal zich af in een tropische stad in een tijdsbestek van tientallen jaren rond de eeuwwisseling aan het eind van de 19e eeuw. Algemeen wordt aangenomen dat het verhaal speelt in een Zuid-Amerikaanse stad die het midden houdt tussen de Colombiaanse steden Cartagena en Barranquilla, tussen 1880 en 1930.
Het landschap rond de oude stad vol historie was ooit idyllisch, maar is in het boek verworden tot een kaal, vlak land; het bos is verdwenen.
Márquez geeft in het boek enkele hints over het geweld en burgeroorlogen en ook over een verslechtering van de sociale omstandigheden in het land. In de stad zijn grote sociale verschillen. De stad bezit een hotel, een klein restaurant en een haven aan een rivier. De rivier Magdalena speelt een constante rol.

## Thema's
In het boek komen de thema's zoals macht, liefde en het verlangen naar liefde, eenzaamheid en dood aan bod, zoals ook in veel van het andere werk van Marquez. Zoals in veel werken van Márquez ontbreekt ook de humor en ironie niet in dit boek. Volgens Pieter Steinz is het slot van het boek "een fijn staaltje van Caraïbische ironie."

### Liefde
Márquez haalde inspiratie voor de roman Liefde in tijden van Cholera uit de geschiedenis van de liefde tussen zijn ouders. Zijn grootvader van moeders kant stuurde zijn dochter namelijk ook een tijd weg, omdat hij de man van haar keuze te min voor haar achtte, net zoals Fermina in het boek door haar vader op reis werd gestuurd.
Op het eerste gezicht beschrijft het boek een romantische liefdesaffaire. Márquez zelf zei hier echter over: "Je moet oppassen dat je niet in mijn val trapt." Florentino Ariza kan gezien worden als een romantische minnaar, maar de vasthoudendheid waarmee hij zich richt op het object van zijn liefde, die hem vrijwel vergeten is, kan ook worden geïnterpreteerd als dat een vorm van stalking. Bovendien verleidt hij een jong meisje, América Vicuña, over wie hij de voogdij heeft. Anderen interpreteren zijn hardnekkige verliefdheid als een ziekte en stellen deze liefde, die met braken, diarree, duizelingen en zweten gepaard gaat, gelijk aan de cholera.
De beschrijving van de platvloersheid van het dagelijks leven, eerst tussen Fermina en Urbino, en later als zij samen op reis is met Florentino, haalt ook elke valse romantiek weg. Zo beschrijft Márquez dat Fermina het kunstgebit van Florentino schoonmaakt, en dat hij bij haar een zuignap plaatst tegen de pijn in haar rug.
In het boek wordt geen duidelijkheid gegeven op de vraag wat liefde is. In de vele relaties die in het boek worden beschreven komen evenzovele aspecten van liefde naar voren. Trouw en ontrouw, respect en schaamteloosheid, puur seksuele en platonische liefdes, romantiek en obsessie, egoïsme of juist zichzelf wegcijferen. Maar ook de irrationele liefde van adolescenten versus de rijpe liefde tussen mensen die veel verlies en verdriet hebben gekend, de hoge dichterlijke liefde en de liefde zonder liefde die in bordelen te vinden is. Liefde in het huwelijk en bij overspel, spirituele liefde en fysieke liefde.

### Ziekte (cholera)
Het woord 'cholera' in de titel verwijst niet alleen naar de ziekte, maar heeft tevens betrekking op de op cholera lijkende buikklachten die bij ernstige verliefdheid kunnen optreden en waar Florentino dan ook last van heeft.

### Ouderdom
Gedurende de meer dan 50 jaar die in het verhaal verstrijkt worden de hoofdpersonen oud. Florentino begint al ouderdomskwalen te krijgen als hij 40 jaar is. Hij krijgt last van spiertrillingen en is bang om te vallen. Ook observeerde hij van jongs af aan de manier waarop oude echtparen elkaar hielpen op straat. Daarnaast komt in het boek seksualiteit bij ouderen veel aan bod, alsmede de gedachten die jongeren daarover hebben, namelijk dat seks bedreven door oude mensen belachelijk is. Als Florentino en Fermina elkaar op hoge leeftijd terugvinden weten zij dat hun ooit zo jonge handen veranderd zijn in oude, maar toch kunnen zij elkaar aanraken alsof ze jong gebleven zijn. Fermina wil echter niet dat Florentino naar haar oude lichaam kijkt als zij zich uitkleedt. Hij moet dan ook het licht uitdoen. Maar ondanks hun ouderdom kunnen zij heel goed de liefde bedrijven.
Ouderdom wordt daarnaast ook afgeschilderd als een schrikbeeld. Zo verkiest Jeremiah de Saint-Amour de dood boven de narigheden van een oude dag. Urbino probeert zijn ouderdom te verbergen door zijn kleding en haardracht. Hij verzet zich tegen vergeetachtigheid door notities aan zichzelf te schrijven.

### Dood
De dood speelt een grote rol in het boek. Veel anonieme figuranten sterven aan de cholera. Bovendien spelen burgeroorlogen op de achtergrond. Door beide oorzaken sterven velen en drijven letterlijk de lijken rond de boten op de rivier.
Aan het begin van het verhaal sterft een vriend van Juvenal Urbino, Jeremiah de Saint-Amour, en kort daarna hijzelf. De geliefden Fermina en Florentino sterven niet aan het eind van het boek, als ze oud geworden zijn. Maar naar hun dood wordt wel verwezen, omdat zij hun hele verdere leven zullen varen. Ook twee minnaressen van Florentino sterven, een daarvan omdat hij na het bedrijven van de liefde met rode verf "dit poesje is van mij" op haar buik had geschreven. Toen haar man dit ontdekte sneed deze haar de keel door.

### Humor, ironie, parodie
Ondanks het ogenschijnlijk loodzware onderwerp van het boek worden er naast het hoofdverhaal vele humoristische voorvallen beschreven. Ook gebruikt de schrijver ironie en parodie bij de beschrijving van de personages en situaties. Zo worden de dagelijkse besognes van de nationale held Juvenal Urbino op humoristische manier weergegeven, zoals het feit dat hij als oude man het toilet moet gebruiken zoals een vrouw dat doet.
Parodie wordt gebruikt in relatie tot de burgeroorlog in Colombia. Zo wordt de scène rond het overlijden van Urbino tragikomisch beschreven. Urbino is in het bezit van een papegaai die door de vorige eigenaar heeft leren spreken. De slecht gehumeurde papegaai is ontsnapt en zit boven in de mangoboom in de tuin te schelden, waarbij hij Leve de liberale partij roept. Die ironie van deze scene is dat dit de conservatieve Urbino natuurlijk helemaal niet bevalt. Als Urbino de papegaai wil vangen, slipt de ladder waarop hij staat, net op het moment dat hij de papegaai te pakken heeft, onder zijn voeten vandaan. Wetende dat hij zal sterven zonder heilige communie hangt hij een ogenblik in de lucht. Eenmaal gevallen sterft hij op Pinksterzondag, zeven minuten over vier.
Ook de talloze seksuele relaties van Florentino worden zeer humoristisch beschreven. Zo kan een van zijn minnaressen alleen een orgasme beleven met een fopspeen in haar mond. Die gebruikt Florentino ook als hij haar het zwijgen wil opleggen.

## Edities en vertalingen
In 1986 werd de roman in het Nederlands vertaald door Mariolein Sabarte Belacortu. Hieronder een (niet volledig) overzicht van eerste uitgaven in verschillende landen, met de uitgeverij en vertaler
- 1985, El amor en los tiempos del cólera, Colombia, Spaanse eerste editie, Oveja Negra, ISBN 958-06-0000-7 (hardcover) en ISBN 958-06-0001-5 (paperback)
- 1985, El amor en los tiempos del cólera, Argentinië, Editorial Sudamericana, ISBN 950-07-0321-1(E)
- 1985, El amor en los tiempos del cólera, Mexico, Editorial Diana, ISBN 968-13-1547-2
- 1986, Liefde in tijden van cholera, Nederland, Meulenhoff, ISBN 978902909048-3
- 1987, Die Liebe in den Zeiten der Cholera. Kiepenheuer & Witsch, ISBN 3-462-01804-3
- 1987, L'amour au temps du choléra, Frankrijk, Bernard Grasset, ISBN , vert. Annie Morvan
- 1988, Love in the Time of Cholera, USA, Alfred A. Knopf, ISBN 0-394-56161-9, vert. Edith Grossman[3]
- 1989, Love in the Time of Cholera, USA, Penguin Books, ISBN 0-14-011990-6

## Adaptaties

### Theater en film
De in 1996 in Houston opgevoerde opera Florencia en el Amazonas van Daniel Catán gebruikt motieven uit het boek van Marquéz.
In 2007 verscheen een verfilming van het boek, Love in the Time of Cholera, geregisseerd door Mike Newell.

## Liefde in tijden van corona
In 2020 en 2021 verschenen tijdens de coronapandemie talloze publicaties met de titel Liefde in tijden van corona. Hieronder enkele voorbeelden:
- Ronald Giphart, Applaus, Liefde in tijden van corona. Boek ter ondersteuning van de boekhandelaars.
- Henk Smeijsters, column.[30]
- Ingmar Heytze, korte overweging.[31]
- Araceli Argüelles Ticó, Liefde in tijden van corona - Portretten van een gemeenschap in stilstand, fotoboek
- Samia Gema, El Amor en los Tiempos del Corona, boek
- Elena Graf, Love in the Time of Corona, boek
- Kawalpreet Kaur, Love in the Time of Corona Virus, boek
- Love in the Time of Corona, een romantische tv-miniserie van Joanna Johnson.

Ook werd er een schrijfwedstrijd georganiseerd met deze titel, met een expliciete verwijzing naar het boek van Márquez.
- Bibliothèque nationale de France: cb167707028 (data)
- Gemeinsame Normdatei: 4308202-6